# Алегорија разборитости
Алегорија разборитости (око 1550–1565) јесте уље на платну која се приписује италијанском уметнику Тицијану и његовим помоћницима. Слика приказује три људске главе, сваку окренута у другом правцу, изнад три животињске главе (са лева на десно, вук, лав и пас). Слика се налази у Националној галерији у Лондону.
Обично се тумачи да слика има више слојева значења. На првом нивоу, различите старости три људске главе представљају три доба човека (са лева на десно: старост, зрелост и младост), тема коју је Тицијан приказао 50 година раније у својој Три доба човека. Различити правци у којима се они суочавају одражавају други, шири концепт времена које има прошлост, садашњост и будућност. Ова тема се понавља у приказу животињских глава: животиња са три главе (вук, лав, пас) која представља проток времена (прошлост, садашњост, будућност) повезује се са Сераписом у Макробијевим Сатурналијама. Трећи ниво, од кога је слика добила данашње име, сугерише једва видљив натпис изнад портрета: EX PRÆTE/RITO // PRÆSENS PRVDEN/TER AGIT // NI FVTVRA / ACTIONĒ DE/TVRPET ( Латински за „из искуства прошлости, садашњост делује разборито, да не би покварила будуће поступке“.)
Тврдило се да су људска лица стварни портрети остарелог Тицијана, његовог сина Орација и његовог младог нећака Марка Вечелија, који је, као и Орацио, живео и радио са Тицијаном.
Ервин Панофски сугерише да је слика посебно повезана са преговорима везаним за преношење Тицијанове имовине на млађе генерације, у светлу његове непосредне смрти. Слика стога делује као визуелни савет за три генерације да се понашају разборито при управљању наследством. Николас Пени је, међутим, веома скептичан према овоме и указује на неслагања између људских глава и других доказа о изгледу појединаца. Он сумња да је то био лични пројекат било које врсте и сматра да је сигурно вероватније да је слика наручена. И други су мишљења да три главе нису Тицијан и његова породица. Један од разлога је што нема портрета Оразија или Марка, па је потврда да су они приказани мало могућа.
У скорије време, слика је објашњена на сасвим различите начине. Уместо алегорије разборитости, она је виђена као алегорија о греху и покајању. По овом гледишту, то је исто што и Тицијаново признање да га је његов неуспех да поступи разборито у младости и средњим годинама осудио на жалосну старост.
Са друге стране, слика је тумачена као тврдња да је разборитост која долази са искуством и старошћу суштински аспект уметничке дискриминације и расуђивања. Према овој интерпретацији, слика стога делује као побијање става да је старост непријатељ уметничког достигнућа. На општем нивоу, приказ Тицијана на слици са његовим помоћницима Орациом и Марком такође је замишљен као одбрана разборитости континуитета традиције венецијанског уметничког круга.
Слику су Националној галерији 1966. године поклонили трговац уметнинама Дејвид Коесер и његова супруга Бети.